# ЛБ-23
ЛБ-23 — советский трёхосный лёгкий бронеавтомобиль. Назван в честь Лаврентия Берии.

## История
Разработка автомобиля, первоначально имевшего обозначение БА-23, была начата зимой 1937 года конструкторами Выксунского завода ДРО Калясниковым, Мирошиным, Суховым и Лаврентьевым. Она рассматривалась как замена автомобилям БА-20 и ФАИ, которые были слабо защищены и обладали недостаточной проходимостью. Для разработки была выбрана трёхосная ходовая часть автомобиля ГАЗ-22 с колёсной формулой 6 × 4.
Проект получил одобрение руководства предприятия, и в начале 1938 года его представили военной комиссии, предварительно переименовав в ЛБ-23 в честь Лаврентия Берии. Официально ТТЗ на проектирование и изготовление прототипа легкого трехосного разведывательного бронеавтомобиля начальник АБТУ РККА Д.Павлов утвердил 10 июля, назначив срок исполнения к концу текущего года. Однако завод ДРО с этим поручением не справился и закончил сборку только 1 мая 1939, поскольку был сильно загружен текущими заказами. Осенью рассматривался вопрос о переводе его производственных мощностей на сборку БА-10, которые тогда стали основным типом среднего бронеавтомобиля в СССР.

## Описание
Внешне бронеавтомобиль напоминал БА-21, незначительно отличаясь формой корпуса. Он собирался при помощи сварки из катаных броневых листов толщиной от 6 до 11 мм, что защищало от попадания пуль калибром менее 9 мм. Вооружение ЛБ-23 состояло из двух пулемётов ДТ: один в лобовом листе корпуса справа от водителя, второй в одноместной башне с круговым вращением. Боекомплект размещался в корпусе и составлял 30 дисков (1890 патронов). Радиооборудование состояло из радиостанции 71-ТК-3 со штыревой антенной на левом борту.
Ходовая часть бронеавтомобиля включала 6 односкатных колёс с пулестойкими шинами ГК с двумя задними ведущими осями. Основные элементы трансмиссии заимствовали от шасси ГАЗ-22. Из-за установки бронекорпуса, серьёзно увеличившего нагрузку, было принято решение установить на ЛБ-23 карбюраторный двигатель Dodge мощностью 75 л.с., но он лишь увеличил массу машины до 3500 кг, не дав существенных преимуществ. Вместо двух бензобаков общей ёмкостью 100 литров, как на БА-21, установили один на 66 литров, что немного уменьшило массу машины, но одновременно сократило запас хода по шоссе с 350 до 200 км.

## Служба
ЛБ-23 трудно было назвать полноценной боевой машиной. В докладе от 10 мая 1939 года на имя замнаркома обороны К.Ворошилова сообщалось следующее:
Лёгкий бронеавтомобиль ЛБ-23… рассматривается АБТУ РККА как макет, так как изготовление его производилось без предварительного утверждения технического проекта и макета.
Тем не менее, летом-осенью 1939 года ЛБ-23 прошёл всесторонние испытания на НИБТ-полигоне. В ходе их проведения выяснилось, что новый тип бронемашины по динамическим показателям превосходит БА-21 (максимальная скорость составила 72 км/ч против 52 км/ч), но по весовым характеристикам, вооружению и другим ходовым качествам не удовлетворяет требованиям бронетанковых сил РККА. Военная комиссия пришла к выводу, что серийно строить бронемашины типа БА-21 и ЛБ-23 не будет рациональным, так как их предполагаемое улучшение тактико-технических показателей было достигнуто ценой утяжеления машины. Позднее ЛБ-23 пытались адаптировать, создав в 1940 году химический вариант БА-23Х (ЛБ-23Х), который имел ходовую часть от трёхосного грузовика ЗИС-6 и комплект химического оборудования.
К началу Великой Отечественной войны единственный образец ЛБ-23 числился в ряду машин, предназначенных для самообороны полигона. На 8 октября 1941 года бронеавтомобиль находился в ремонте и был не на ходу. По всей видимости, ЛБ-23, надобность в котором полностью отпала, отправили на слом.